# Trapezorombski dodekaeder
| Trapezorombski dodekaeder | Trapezorombski dodekaeder       |
| ------------------------- | ------------------------------- |
|                           |                                 |
| Vrsta                     | dual Johnsonovega telesa        |
| Stranske ploskve          | 6 rombov 6 trapezov             |
| Robovi                    | 24                              |
| Oglišča                   | 14                              |
| Konfiguracija oglišča     | (2) 4.4.4 (6) 4.4.4.4 (6) 4.4.4 |
| Dualni polieder           | trikotna ortobikupola           |
| Simetrijska grupa         | D3h, [3,2], (*322)              |
| Konfiguracija oglišča     | (2) 4.4.4 (6) 4.4.4.4 (6) 4.4.4 |
| Lastnosti                 | konveksen                       |
| mreža telesa              |                                 |

Trapezorombski dodekaeder je konveksni mnogokotnik polieder, ki ima 6 rombskih in 6 trapezoidnih stranskih ploskev. Njegova simetrija je D3h.

## Konstrukcija
Ta polieder se lahko skonstruira tako, da se vzamemo visoko uniformno šeststrano prizmo in se ji odreže trikotne odseke na vrhu in spodaj. Ti trapezoidi predstavljajo ostanek prvotne prizme. Tako se dobi šest rombov na vrhu in spodaj.   

## Tlakovanja, ki zapolnjujejo prostor
Tlakovanja, ki zapolnjujejo prostor (ali satovje) se dobi tako, da se prenaša kopije celice. Vsaka plast je šestkotno tlakovanje. Izmenoma so plasti povezane s premikom njihovih središč in vrtenjem vsakega poliedra tako, da se stranske ploskve ujemajo. 
V posebnem primeru, ko imajo daljše stranice trapezoida dvakratno dolžino krajših stranic, telo predstavlja trirazsežni prostor Voronojeve celice sfere v šestkotnem gostem pakiranju podobno kubičnemu kristalnemu sistemu, ki je najbolj primeren za pakiranje krogel. Torej je podoben rombskemu dodekaedru, ki se ga lahko prikaže kot vrtenje spodnjega dela slike za 60º na desno. Rombski dodekaeder je Voronojeva celica za način prikaza pakiranja sfer.